# Château de Glamis
Le château de Glamis se trouve à côté du village de Glamis (prononcer [ɡlɑːmz]) dans la zone administrative écossaise de l'Angus. C'est le siège des comtes de Strathmore et Kinghorne, et il est accessible au public. Le château se trouve sur les billets de dix livres émis par la Royal Bank of Scotland. Les plâtres des plafonds de Glamis sont remarquables par leur détail et leur préservation. Le bâtiment central, en forme de L, date du XIVe siècle. Il a été modifié, et au long des siècles on y a ajouté d'autres bâtiments, ce qui donne à l'édifice actuel son apparence impressionnante. Avec ceux du château de Muchalls et du château de Craigievar, ils sont considérés comme les plus beaux d'Écosse. On trouve souvent le château dans des œuvres de fiction et des légendes ; d'après les histoires locales, il y aurait plus de sombres secrets à Glamis que dans tout autre château d'Écosse.

## Cadre
Glamis se trouve dans la vaste et fertile vallée de Strathmore, à proximité de Forfar, capitale de l'Angus encadrée au sud par les Sidlaw Hills et au nord par les Monts Grampians, à une vingtaine de kilomètres de la Mer du Nord. Les terres entourant le château couvrent 14 000 acres (soit 57 km2); on y trouve des jardins luxuriants avec des chemins pour les promenades, des cultures, des exploitations de bois et des troupeaux de bœufs. Deux ruisseaux coulent à travers ces terres, l'un étant nommé le ruisseau de Glamis (Glamis Burn). Un arboretum surplombe ce dernier, avec des arbres de provenance très variées dans le monde, la plupart étant rares et plusieurs centenaires. Les oiseaux et autres petits animaux sont communs. Une partie des jardins et des terres sont ouvertes au public. Le lieu peut être loué pour des occasions particulières comme des dîners ou des mariages.

## Histoire
On trouve des traces de peuplement préhistorique dans les environs du château. La pierre picte bien connue, dite Eassie Stone, fut trouvée dans le lit d'un ruisseau du village voisin d'Eassie.

En 1034, le roi Malcolm II décéda à Glamis.

En 1372, le château de Glamis fut donné par Robert II d'Écosse aux seigneurs de Glamis, qui deviendront Comte de Strathmore et Kinghorne. Les comtes devenant chefs du Clan Lyon.

En 1562, visite au château de la reine d'Écosse Marie Ire.

La fille de Claude Bowes-Lyon, 14e comte de Strathmore et Kinghorne (1855 - 1944), la reine mère Elizabeth, mère de la reine Élisabeth II, fut elle-même sacrée reine en 1937 et passa son enfance au château ; c'est également là que naquit sa fille cadette Margaret en 1930, tandis que sa mère Cecilia Nina Cavendish-Bentinck y repose depuis 1938. 
Sur le plan architectural, le château a subi de nombreuses transformations. Restauré en profondeur au XVIIe et XVIIIe siècles, le château était basé sur une maison-tour que l'on peut maintenant trouver au centre.

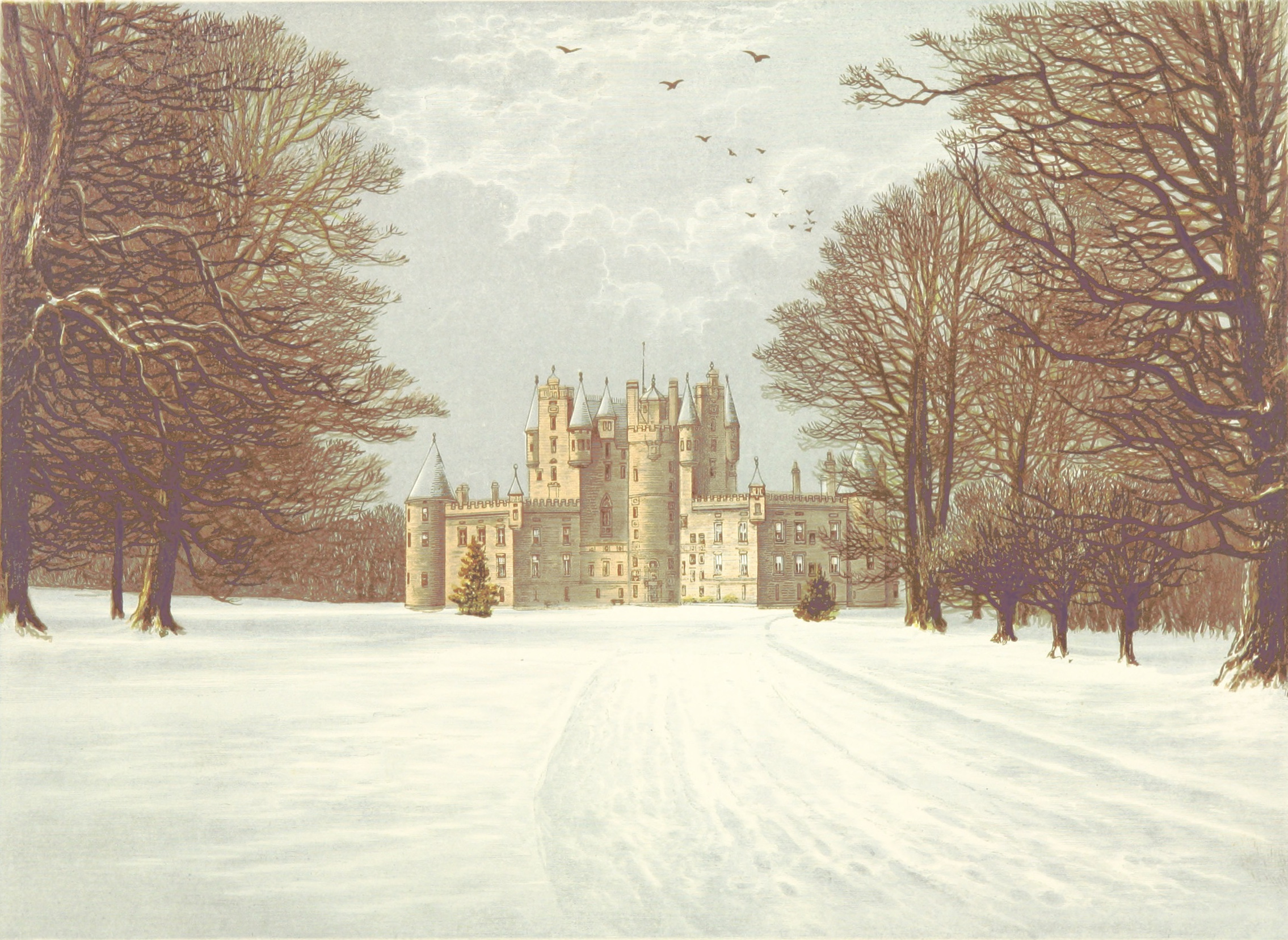
Le château de Glamis sous la neige vers 1880.
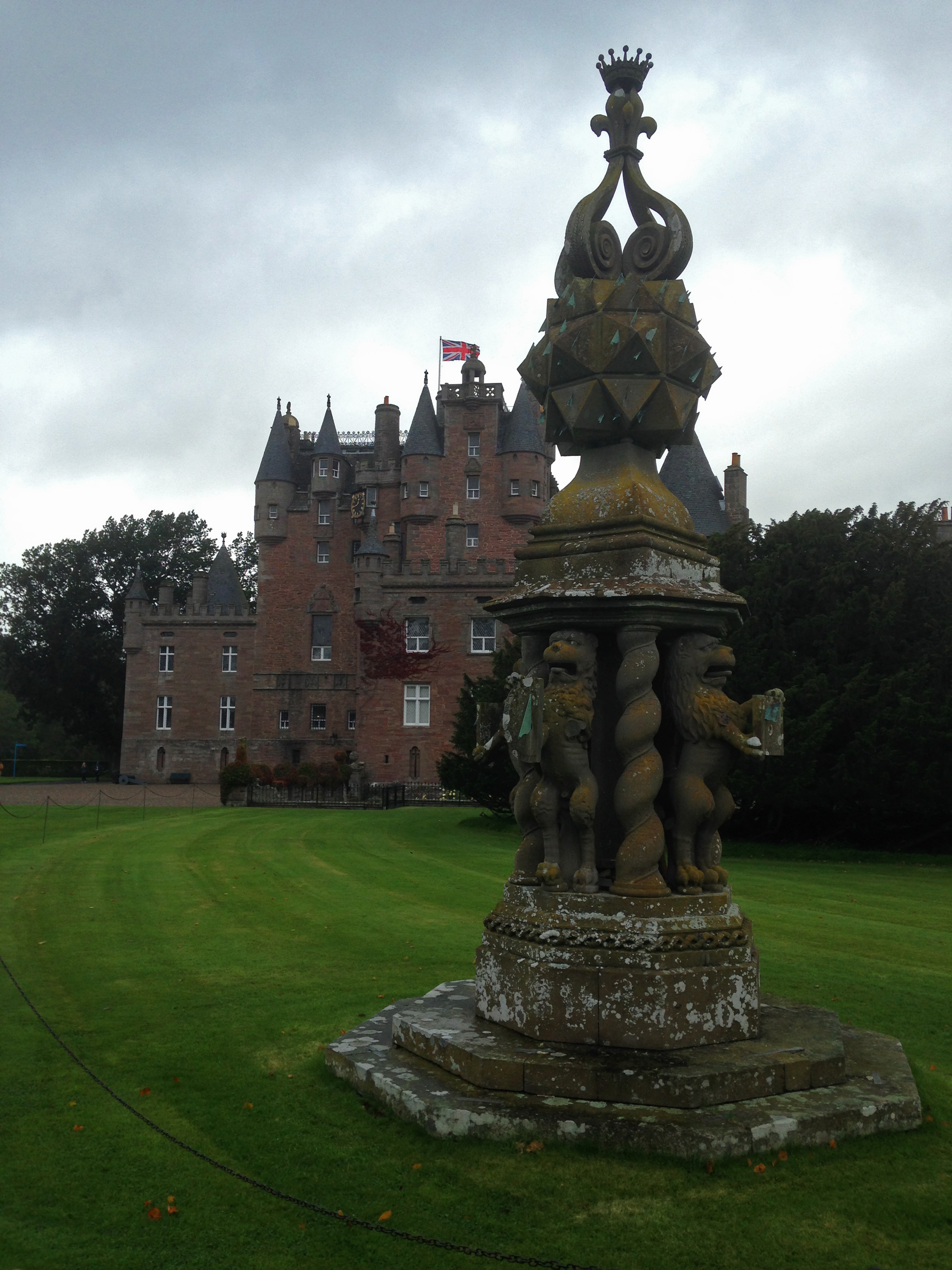
"The Great Sundial", la pelouse devant le château.
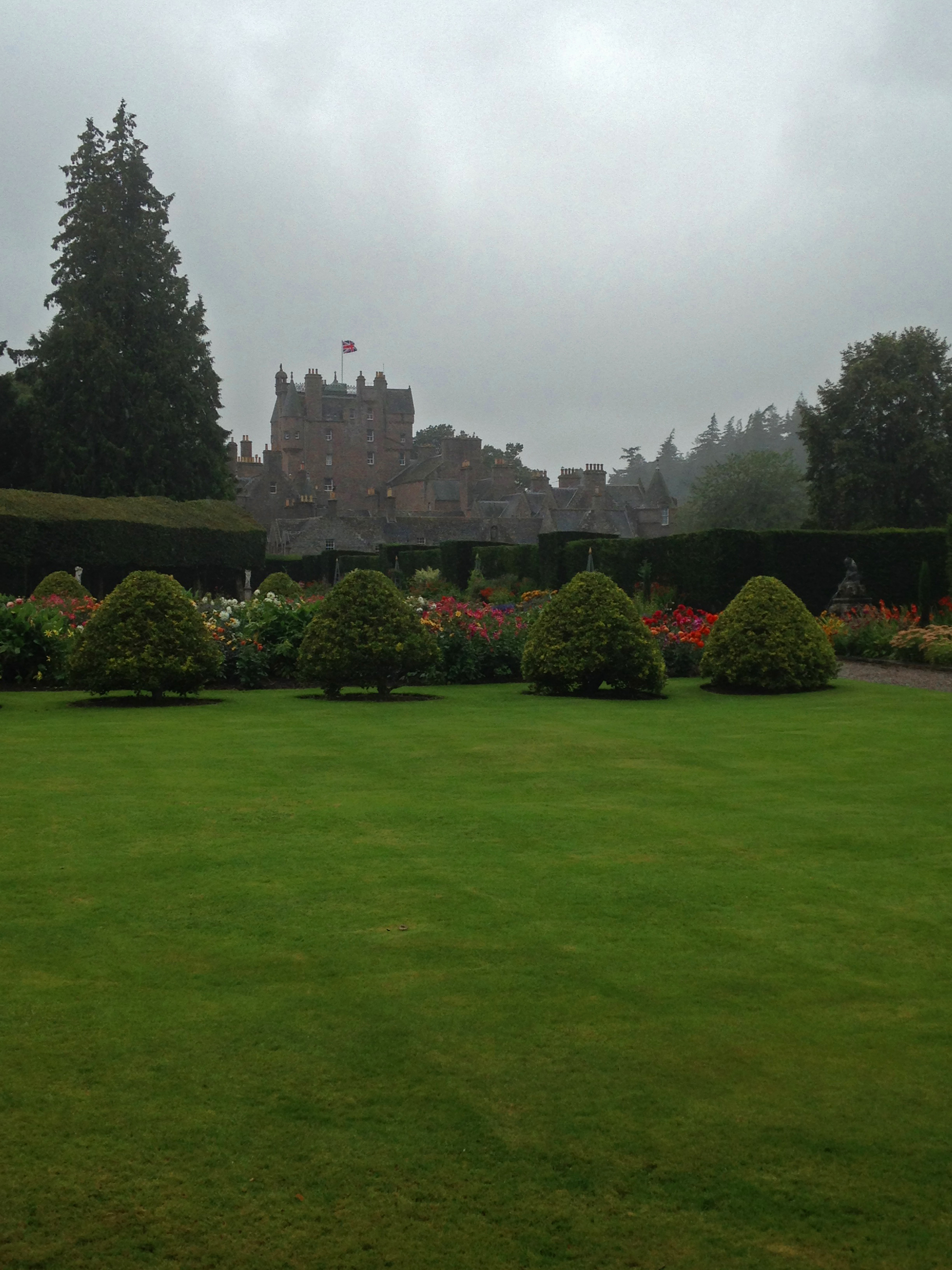
Le château vu depuis les jardins.
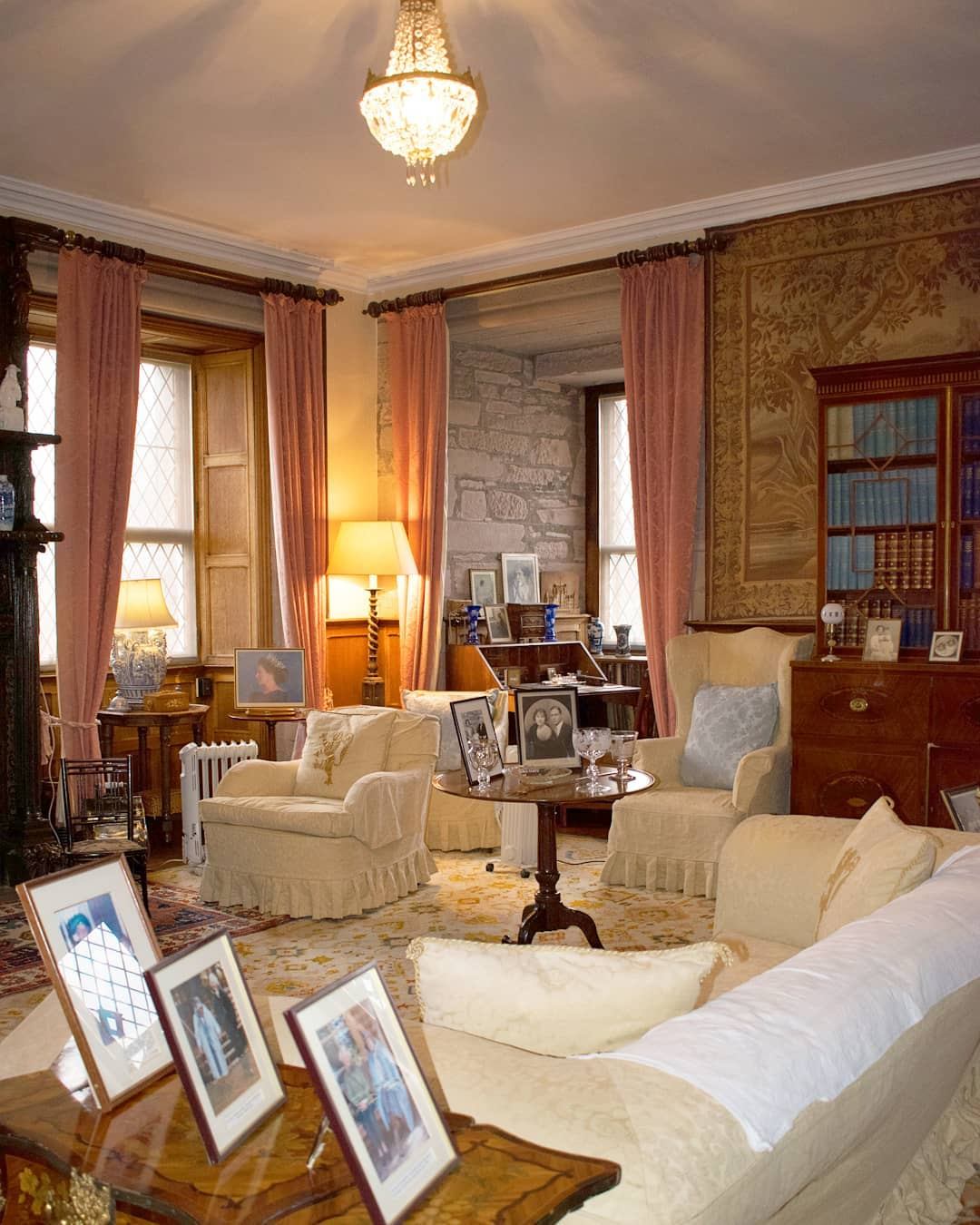
"Sitting room" familiale. La reine mère Elizabeth ainsi que la reine Élisabeth II avaient l'habitude de s'y réunir avec la famille maternelle.

## Légende

### Le monstre de Glamis
La légende la plus connue est celle du monstre de Glamis, un enfant affreusement difforme, né en 1821, fils ainé du 11e comte George Bowes-Lyon et de son épouse Charlotte Grimstead, arrière-arrière-grands-parents d'Elizabeth Bowes-Lyon, la reine-mère. Selon l'histoire, il aurait été gardé reclus dans le château toute sa vie, et ses chambres murées après sa mort. Une version alternative de la légende serait qu'un vampire naît à chaque génération de la famille et est gardé à l'intérieur des murs de ces chambres. Une vieille histoire raconte que des invités auraient accroché des serviettes aux fenêtres de chaque pièce pour tenter de trouver les chambres murées du monstre. Lorsqu'ils regardèrent le château de l'extérieur, de nombreuses fenêtres n'auraient pas montré les serviettes. Cette légende peut être inspirée par l'histoire réelle des Ogilvie. Quelque part dans les murs épais de presque cinq mètres se trouve une chambre remplie de crânes, où la famille Ogilvie cherchant protection contre le clan Lindsay serait morte de faim emmurée et violée. Enfin, un autre monstre aurait habité dans le loch Calder à proximité de Glamis.

### Ladame grise
Une petite chapelle se trouve dans le château avec des sièges pour 46 personnes. L'histoire donnée aux visiteurs par les guides du château prétend qu'un siège est toujours réservé pour la dame grise (Grey Lady), un fantôme qui habiterait le château et que l'on penserait être Janet Douglas, épouse du 6e seigneur de Glamis ; accusée de sorcellerie, elle fut torturée afin de la faire avouer, puis envoyée au bûcher à Édimbourg en 1537. D'après les guides, la chapelle est toujours utilisée régulièrement par la famille mais personne n'a le droit de s'asseoir sur le siège de la dame grise. Sir David Bowes-Lyon (1902 – 1961), l'un des oncles maternels de la reine Élisabeth II, se promenant sur la pelouse une nuit après le souper, déclara avoir vu une fille s'agrippant aux barreaux d'une fenêtre et regardant fixement dans la nuit. Alors qu'il allait lui parler, elle disparut soudainement, comme si quelqu'un l'avait arrachée de la fenêtre.

### Jouer aux cartes avec le diable
Earl Beardie (identifié comme étant soit : Alexander Lyon, 2e Lord Glamis ; soit : Alexander Lindsay, 4e comte de Crawford au XVe siècle) était invité au château. Une nuit, il demanda à jouer aux cartes alors qu'il était ivre et ses hôtes refusèrent son offre car c'était le jour du sabbat. Furieux, il déclara qu'il jouerait avec le diable lui-même. Un inconnu se présenta alors au château et demanda si Beardie souhaitait un partenaire aux cartes. Ils commencèrent à jouer dans une des chambres et, plus tard, les serviteurs entendirent des hurlements et des malédictions proférées venant de la pièce. L'un d'eux jeta un coup d'œil à travers le trou de la serrure et l'histoire raconta qu'un jet de lumière l'aurait blessé. L'inconnu disparut, emportant l'âme de Beardie avec lui. De nombreuses personnes prétendent avoir entendu des cris et des bruits de dés ; on prétend que le comte continuerait de jouer aux cartes avec le diable.

## Fleur
La rose 'Glamis Castle' (David Austin, 1992) doit son nom au château de Glamis.

## Glamis dans la fiction
- Dans la tragédie Macbeth de Shakespeare, le personnage de MacBeth réside au château de Glamis. Cependant, le personnage historique de MacBeth n'avait absolument aucun rapport avec le château.
- Kelley Armstrong, auteure canadienne de fantasy, utilise le château dans son roman Haunted (2005). La légende du monstre de Glamis y est reliée au démon Dantalion, grand duc des enfers.
- La légende du monstre est également reprise par Grant Morrison, scénariste écossais de comics, dans sa série The Invisibles.
- Le château a également servi de modèle pour le "Loch Castle" dans les albums de BD de Yoko Tsuno de R. Leloup, apparu dans l'épisode La Proie et l'Ombre (1982).
- Le passeur de fantômes - Tome 3 : Le château hanté[7] écrit par Alain Grousset et Johan Heliot, illustré par Manuel Šumberac aux éditions AUZOU / Pas de géant

## Source
- (en) Cet article est partiellement ou en totalité issu de l’article de Wikipédia en anglais intitulé « Glamis Castle » (voir la liste des auteurs).